# Raf Vallone
Raf Vallone (Tropea, 17 de fevereiro de 1916 – Roma, 31 de outubro de 2002) foi um ator e futebolista italiano.

## Filmografia
- We the Living (1942)
- Bitter Rice (1949)
- The White Line (1949)
- No Peace Under the Olive Tree (1950)
- The Forbidden Christ (1950)
- Path of Hope (1950)
- Il bivio (1950)
- Le avventure di Mandrin (1951)
- Anna (1951)
- Rome 11:00 (1952)
- Perdonami (1952)
- Carne inquieta (1952)
- Red Shirts (1952)
- Los ojos dejan huella  (1952)
- La spiaggia (1953)
- The Sign of Venus (1953)
- Gli eroi della domenica (1953)
- Destini di donne (Destinées) (1953)
- Delirio (1953)
- Thérèse Raquin (1953)
- Orage (1954)
- Domanda di Grazia (Obsession) (1954)
- Human Torpedoes (1954)
- Il segreto di Suor Angela (Le Secret de soeur Angèle) (1955)
- L'isola delle capre (Les Possédées) (1955)
- Andrea Chenier (1955)
- Rose Bernd (1957)
- Guendalina (1957)
- Uragano sul Po (Liebe) (1956)
- La venganza (1957)
- La Violetera (1958)
- La trappola si chiude (Le Piège) (1958)
- La Garçonniere (1960)
- Tra due donne (Recours en grâce) (1960)
- Two Women (1961)
- El Cid (1961)
- A View From the Bridge (1962)
- Phaedra (1962)
- The Cardinal (1963)
- The Secret Invasion (1964)
- Una voglia da morire (1965)
- Harlow (1965)
- Nevada Smith (1966)
- Se tutte le donne del mondo (1966)
- Volver a vivir (1967)
- Flash 03 (1967)
- La Esclava del paraíso (1968)
- The Desperate Ones (1968)
- The Italian Job (1969)
- La morte risale a ieri sera (1970)
- The Kremlin Letter (1970)
- Cannon for Cordoba (1970)
- A Gunfight (1971)
- The Summertime Killer (1972)
- Un Tipo con una faccia strana ti cerca per ucciderti (1973)
- La Casa della paura (1973)
- Honor Thy Father (1973) (TV)
- Catholics (1973) (TV)
- Small Miracle (1975) (TV)
- Simona (1975)
- The Human Factor (1975)
- Decadenza (1975)
- Rosebud (1975)
- That Lucky Touch (1975)
- The Other Side of Midnight (1977)
- The Devil's Advocate (1978)
- The Greek Tycoon (1978)
- An Almost Perfect Affair (1979)
- Retour à Marseille (1980)
- Lion of the Desert (1981)
- Sezona mira u Parizu (1981)
- A Time to Die (1982)
- The Scarlet and the Black (1983) (TV)
- Power of Evil (1985)
- Christopher Columbus (1985) (TV)
- Der Bierkönig (1990) (TV)
- The Godfather Part III (1990)
- Julianus barát III (1991)
- Julianus barát II (1991)
- The First Circle (1991) (TV)
- A Season of Giants (1991) (TV)
- Julianus barát I (1991)
- Mit dem Herzen einer Mutter (1992) (TV)
- Toni (1999)
- Vino santo (2000) (TV)